# Daryl Harrison
Pour les articles homonymes, voir Harrison.
Daryl Harrison est un homme politique provincial canadien de la Saskatchewan. Il représente la circonscription de Cannington à titre de député du Parti saskatchewanais depuis 2020.